# Lonchaea asymmetrica
Lonchaea asymmetrica är en tvåvingeart som beskrevs av Macgowan 2005. Lonchaea asymmetrica ingår i släktet Lonchaea och familjen stjärtflugor.
Artens utbredningsområde är Tanzania. Inga underarter finns listade i Catalogue of Life.